# El padre Gallo (telenovela mexicana)
El padre Gallo es una telenovela mexicana, dirigida por Gonzalo Martínez Ortega, producida por Juan Osorio para la cadena Televisa, emitida por El Canal de Las Estrellas entre el 3 de noviembre de 1986 al 20 de marzo de 1987. Fue protagonizada por Ernesto Gómez Cruz, Alejandra Ávalos, Fernando Ciangherotti y la participación antagónica de Antonio Medellín.
Es una versión de la telenovela chilena del mismo nombre original de Arturo Moya Grau. La adaptación corrió a cargo de Luis Reyes de la Maza. Cabe destacar que es la única telenovela de ese año que no utilizó ningún foro de estudio, se grabó todo en locación.

## Argumento
El Gallo es un bandido prófugo de la justicia que se dirige al pequeño pueblo de Cuetzalán con la intención de esconderse allí. En su camino hacia el pueblo, encuentra el cadáver de un sacerdote y le roba la sotana para ponérsela, ya que lleva un uniforme de presidiario. Sin embargo, los habitantes del pueblo lo confunden con el nuevo sacerdote que estaban esperando (y que es precisamente el que murió en el camino), así que el Gallo se ve obligado a asumir su identidad. Ello supone un punto a su favor, pues nadie sospecharía que un sacerdote pudiese ser un prófugo de la justicia. Así, "El Padre Gallo" se convierte en el nuevo sacerdote de Cuetzalán; a pesar de su evidente inexperiencia y desconocimiento del catecismo, pronto se gana la simpatía y el cariño de todo los habitantes. 
Al mismo tiempo, se desarrolla una historia de amor protagonizada por Ray y Patricio. La primera es una bella joven que lleva una doble vida: durante el día, se disfraza de hombre para poder trabajar, ya que si se llegara a descubrir que es mujer la despedirían de inmediato. Patricio es un joven que una noche la conoce estando vestida como mujer y se enamora de ella. Ray le corresponde, pero sufre por no poder verse con Patricio durante el día, pues no está dispuesta a perder el empleo que tanto le costó conseguir. Por ello ambos enamorados sólo se ven de noche, que es cuando Ray puede mostrar su verdadera persona y vivir libremente su relación con Patricio sin levantar sospechas.

## Elenco
- Ernesto Gómez Cruz - Padre Gallo
- Alejandra Ávalos - Ray
- Fernando Ciangherotti - Patricio
- Saby Kamalich† - Aurora
- Narciso Busquets - Don Indalecio
- Antonio Medellín† - Víctor
- Humberto Dupeyrón - El Mudo
- Dolores Beristáin† - Doña Nati
- Odiseo Bichir - Juan Francisco
- Socorro Bonilla - Yolanda
- Sergio Acosta - Javier
- Rosa María Moreno† - Carmela
- Evangelina Martínez - Miriam
- Guillermo Gil - Ramón
- Marcela Camacho - Nina
- Edith Kleiman - Gladys
- Ignacio Retes† - Fabián
- Paco Rabell - Eulalio
- Uriel Chávez - Güicho
- Licha Guzmán - Meche
- Sergio Sánchez - Gaspar
- Mario Valdés - Cipriano
- Madeleine Vivó - Mina
- Mario Casillas

## Equipo de producción
- Historia original: Arturo Moya Grau
- Adaptación: Luis Reyes de la Maza
- Tema original: El padre Gallo
- Autor: Leonardo Velázquez
- Gerente de producción: Marco Vinicio López de Zatarain
- Dirección de cámaras: Rubén Barajas
- Dirección de escena: Gonzalo Martínez Ortega
- Productor: Juan Osorio

## Premios y nominaciones

### Premios TV y Novelas 1987
| Categoría                 | Nominada         | Resultado |
| ------------------------- | ---------------- | --------- |
| Mejor revelación femenina | Alejandra Ávalos | Nominada  |

## Versiones
- El padre Gallo es un remake de la telenovela chilena homónima, producida por Protab para Televisión Nacional de Chile en 1970 y protagonizada por Arturo Moya Grau, Peggy Cordero y Leonardo Perucci.
- El padre Gallo (telenovela de 1977): Adaptación chilena producida por Protab para Canal 13 (Chile) y protagonizada por Sonia Viveros y Rafael Benavente en el personaje del padre Gallo. Fue transmitida en 1977 en horario vespertino de 19:50 horas.